# Marly-le-Roi
Marly-le-Roi este un oraș în Franța, în departamentul Yvelines, în regiunea Île-de-France. Este situată în vestul Parisului, la 18,4 km de centrul acestuia. Orașul este înfrățit cu orașul Gura Humorului din România.